# Bahamy na Letnich Igrzyskach Olimpijskich Młodzieży 2010
Bahamy na Letnich Igrzyskach Olimpijskich Młodzieży w Singapurze w 2010 reprezentować będzie 11 sportowców w 3 dyscyplinach.

## Skład kadry

### Judo
- Cynthia Rahming

### Lekkoatletyka
- Rashan Brown
- Marva Etienne
- Tynia Gaither - bieg na 200 m.  srebrny medal
- Ryan Ingraham
- Lathone Minns
- Julian Munroe
- Stephen Newbold
- Raquel Williams

### Pływanie
- Bria Deveaux
- Armando Moss